# Villa Española (Montevideo)

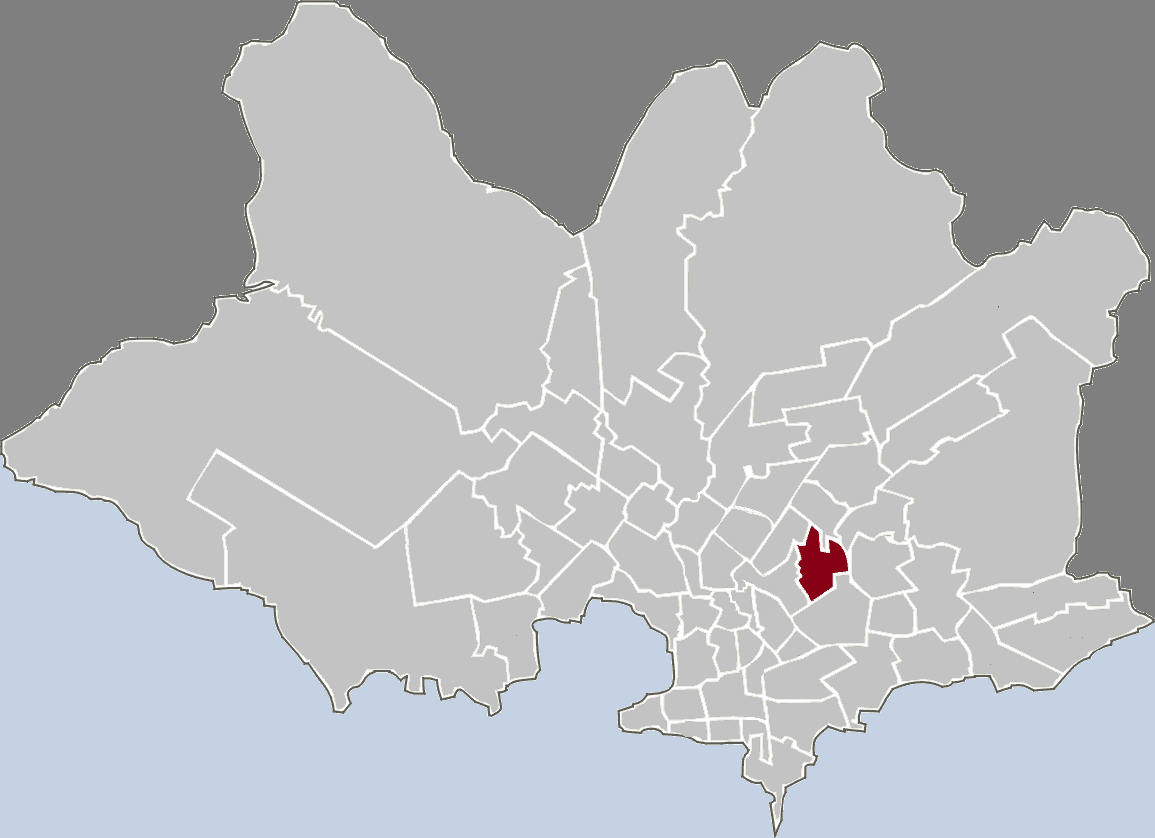
Lage von Villa Española in Montevideo

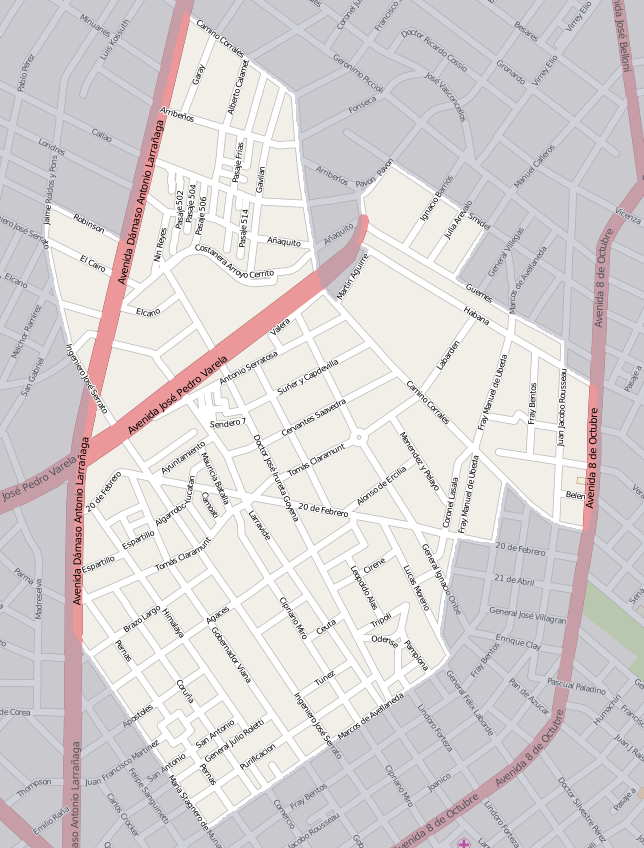
Plan von Villa Española

Villa Española ist ein Stadtviertel (Barrio) der uruguayischen Hauptstadt Montevideo.

## Lage
Es wird von den Stadtteilen Pérez Castellanos (Nordwesten), Ituzaingó (Norden), Flor de Maroñas (Nordosten), Maroñas - Parque Guaraní (Osten), Unión (Südosten/Süden) und Mercado Modelo y Bolívar (Westen) umgeben. Die Grenzen des Viertels bilden dabei von Südwesten im Uhrzeigersinn ausgehend die durch die folgenden Straßen gebildete Grenzlinie: Maria Stagnero de Munar, Brazo Largo, Avenida Damaso A. Larrañaga, Ing. José Serrato, Robinson, Juan de Garay, Camino Corrales, Dr. M. Aguirre, M de Guemes, J J de Soiza Reilly, Pavon, Smidel, Gral C.Villegas, M de Guemes, Juan Jacobo Rousseau, Habana, Avenida 8 de Octubre, Camino Corrales, Avellaneda, 20 de Febrero, Fray M de Ubeda und Avellaneda.
Das Gebiet von Villa Española ist den Municipios Municipio D und Municipio F zugeordnet.

## Sonstiges
Das Barrio ist Sitz des Sportvereins Villa Española. Zudem befindet sich hier am Camino Corrales die Fabrik des Reifenherstellers FUNSA, die 1973 im Rahmen des Generalstreiks zu Beginn der zivil-militärischen Diktatur des Landes (1973–1985) einen wichtigen Schauplatz darstellte.